# Eva Orlowsky
Eva Orlowsky, pseudonimo di Luisa Lidia Ada Cavinato (Genova, 1º gennaio 1956), è un'ex attrice pornografica italiana.

## Biografia
Diplomata in scienze infermieristiche, ha lavorato come addetta alla sala operatoria nell'ospedale San Martino. Nel 1989, durante un viaggio a Roma, ha conosciuto il talent scout e produttore Riccardo Schicchi che l'ha introdotta nell'industria della pornografia. Adottato lo pseudonimo Eva Orlowsky ha partecipato al film a luci rosse, Diva Futura - L'avventura dell'amore. Nel 1992 si è candidata alle Elezioni politiche in Italia del 1992 senza successo con il Partito dell'Amore assieme a Moana Pozzi e a Ilona Staller.
Nel 1994 ha lasciato la casa di produzione di Schicchi, la Diva Futura e ha prodotto in proprio un film, Streghe di Darasch, ma non avendo riscosso successo ha lasciato il mondo del porno dopo aver recitato per cinque anni in 16 film. Nello stesso anno ha acquistato una cascina a Castelnuovo Bormida, trasformata quindi nell'agriturismo e ristorante Cascina Orlowsky. In seguito è diventata presidente della sezione alessandrina dell'Unione Cuochi Europei. Nel 1997 si è candidata alle Elezioni comunali in Piemonte del 1997 come sindaco di Castelnuovo Bormida a capo di una lista civica, ma con 113 preferenze ha dovuto accontentarsi di un posto nel consiglio comunale. Nel 2000 si è candidata alle elezioni regionali in Piemonte con I Liberal Sgarbi, ma il partito non ha ottenuto neanche un seggio.
Nel 2007 ha vinto un bando di concorso per infermiera presso l'ospedale di Ovada. Nel 2010 è stata arrestata per spaccio di droga. In seguito è ritornata a lavorare come infermiera ad Ovada.

## Vita privata
Ha un figlio ed è sposata con Giulio Pistarino, detto Titti, ex batterista dei Bit-Nik.

## Filmografia parziale
- Diva Futura - L'avventura dell'amore, regia di Ilona Staller e Arduino Sacco (1989)
- Erotic Games, regia di Nicholas Moore (1990)
- Giochi bestiali in famiglia, regia di Nicholas Moore (1990)
- Inside Napoli 1, regia di Mario Salieri (1990)
- Live Bait, regia di Henri Pachard (1990)
- Sexy Country Girl, regia di Nicholas Moore (1990)
- Una donna chiamata cavallo (1991)
- Crossing Over, regia di Henri Pachard (1991)
- Desideri bestiali e voluttuosi, regia di Mario Bianchi (1991)
- La massaia in calore, regia di Silvio Bandinelli (1992)
- Le malizie della marchesa, regia di Nicholas Moore (1991)
- Baby nata per godere, regia di Nicholas Moore (1992)
- Teri and Rocco's Mysterie, regia di Silvio Bandinelli (1992)
- 3 settimane di intenso piacere, regia di Antonio D'Agostino (1993)
- Giochi di sesso, regia di Antonio D'Agostino (1993)
- Streghe di Darasch, regia di Titti De Giulio (1994)
- Racconti immorali di Mario Salieri, regia di Mario Salieri (1995)